# 艺术意志
艺术意志（德語：Kunstwollen）是奥地利艺术史家、维也纳艺术史学派代表人物阿洛伊斯·李格尔提出的用以解释艺术发展的概念。
李格尔在其代表作《风格问题》一书中对装饰艺术的历史作了深入研究。他反对戈特弗里德·森佩尔从材料、技术的角度对装饰风格所作的物质主义研究，并提出了“艺术意志”这一概念。艺术意志是一种精神因素，指艺术家或一个时代所拥有的自由的、创造性的艺术冲动。李格尔认为，艺术风格发展并非像森佩尔等所主张的那样是对材料与技术要求的被动反应，艺术意志才是其中的主要推动因素。
“艺术意志”是艺术史学领域中具有重要影响的一个概念，但也颇富争议。海因里希·沃尔夫林、赫曼·巴尔等都对其推崇备至，威廉·沃林格还在其《抽象与移情》一书借用了这一概念，并对此作了进一步的阐述。不过还有许多艺术史家则对此持有批评态度，如恩斯特·贡布里希就认为艺术意识类似黑格尔的“绝对精神”， 是一种前科学的观点，并将其与极权主义联系在一起。